# Forte de Cupão
O Forte de Cupão, também referido como Fortaleza de Cupão localizava-se em Cupão, em Timor Ocidental, na província de Sunda Oriental, na Indonésia.

## História
Frades Dominicanos de língua portuguesa ergueram, em 1642, uma fortificação rudimentar para defesa da Missão que então estabeleceram em Cupão.
Posteriormente, em 1647, forças portuguesas iniciaram a construção de uma nova fortificação, de maior porte, para defesa daquele porto, considerado um dos melhores da ilha. Dois anos mais tarde (1649 este forte encontrava-se sob o comando do capitão-mor Francisco Carneiro.
Em 1653 essa posição foi conquistada por forças da Companhia Neerlandesa das Índias Orientais, vindo o forte a ser renomeado como Forte Concórdia. Os portugueses de Cupão transferiram, a partir de então, as suas operações para Lifau, em Timor-Leste.